# Hoplitis marchali
Hoplitis marchali är en biart som först beskrevs av Pérez 1902.  Hoplitis marchali ingår i släktet gnagbin, och familjen buksamlarbin. Inga underarter finns listade i Catalogue of Life.